# Jagdgeschwader 26
Jagdgeschwader 26 „Schlageter“ (zkr.: JG 26) byla stíhací eskadra německé Luftwaffe za druhé světové války. Účastnila se především bojů proti americkým, britským a francouzským jednotkám v západní Evropě, v menší míře však byla nasazena i v bojích na východní frontě. Pojmenována byla podle Alberta Leo Schlagetera, veterána z první světové války a člena polovojenských jednotek Freikorps, který byl roku 1923 uvězněn a popraven ve Francii. Existence eskadry je datována mezi roky 1939–1945.

## Velitelé eskadry
- Oberst Eduard von Schleich, 1. 11. 1938 - 9. 12. 1939
- Major Hans Hugo Witt, 14. 12. 1939 - 23. 6. 1940
- Major Gotthard Handrick, 24. 6. 1940 - 21. 8. 1940
- Oberstleutnant Adolf Galland, 22. 8. 1940 - 5. 12. 1941
- Major Gerhard Schöpfel, 6. 12. 1941 - 10. 1. 1943
- Oberst Josef Priller, 11. 1. 1943 - 27. 1. 1945
- Major Franz Götz, 28. 1. 1945 - 7. 5. 1945